# Cichy Potok (dopływ Rychlika)
Cichy Potok – potok górski, prawy dopływ Rychlika. 
Płynie  w Górach Izerskich. Jego źródła znajdują się na północno-wschodnich zboczach Cichej Równi. Płynie na północny wschód. Uchodzi do Rychlika na zachód odJakuszyc. Płynie po granicie i jego zwietrzelinie. Cały obszar zlewni Cichego Potoku porośnięty jest górnoreglowymi lasami świerkowymi, częściowo zniszczonymi i odnowionymi poprzez nowe zalesienia.